# 27123 Matthewlam
27123 Matthewlam è un asteroide della fascia principale. Scoperto nel 1998, presenta un'orbita caratterizzata da un semiasse maggiore pari a 2,2532064 UA e da un'eccentricità di 0,1880143, inclinata di 1,87913° rispetto all'eclittica.